# Karang
Karang je v dlouhodobě nečinný (možná vyhaslý) stratovulkán, nacházející se na západě indonéského ostrova Jáva, asi 15 km jihovýchodně od masivní pleistocenní kaldery Danau. Sopka vysoká 1 778 m (vrchol Sumur Tujuh), převážně Andezito-čedičového složení, je nejvyšší ze skupiny stratovulkánů v okolí již zmíněné kaldery. Od vulkánu Pulosari ho odděluje jen sedlo. Kdy došlo k poslední erupci, není známo. Jediným projevem aktivity jsou fumaroly v parazitických kráterech na východním svahu. Karang je v provincii Banten oblíbeným turistickým a poutním místem. 